# Веселовский, Николай Николаевич
Никола́й Никола́евич Веселовский (5 мая 1862, Москва — 25 августа 1922, Москва) — директор Константиновского межевого института (21.01.1917 — 01.05.1917).
Его сын, Иван Николаевич Веселовский, известен как переводчик «Альмагеста».

## Биография
Окончил Константиновский межевой институт в 1882 году вторым по списку, что давало право на продолжение образования на дополнительных курсах для подготовки к педагогической деятельности. С 1884 года, после окончания дополнительных курсов при Московском университете, преподаватель Псковского землемерного училища.
С 1888 года служил в Константиновском межевом институте: в 1888—1900 годах классный воспитатель, с 1 октября 1900 года — старший воспитатель, в 1905—1909 одновременно старший преподаватель, а в 1909—1917 годах инспектор воспитанников Константиновского межевого института. С августа 1916 по январь 1917 года — и. о. директора института. С января по май 1917 года в соответствии с новым Уставом (утверждён Государственной Думой в декабре 1916 г.) Н. Н. Веселовский стал первым выборным директором Константиновского межевого института и одновременно профессором.
В период службы в институте произведён из коллежских советников в статские советники — с 5 марта 1901 года; затем в действительные статские советники — 1 января 1909 года.
Основное направление научных исследований — полигонометрия, наземная фотограмметрия, вопросы оценки точности измерений. Автор более 30 публикаций.
Был женат на Ольге Михайловне Гуляевой,внучке протоиерея Иоана Рождественского.
Скончался 25 августа 1922 года, похоронен в Новоспасском монастыре.

## Награды
За свою службу Веселовский имел знак отличия за труды по землеустройству и был награждён рядом орденов, в их числе:
- Орден Святой Анны 3-й степени (1898 год)
- Орден Святого Станислава 2-й степени (1 января 1901 года)
- Орден Святого Владимира 3-й степени (1911 год)
- Орден Святого Станислава 1-й степени (1914 год)

## Труды
- Элементарная теория ошибок наблюдений и способ наименьших квадратов с приложениями их к вопросам низшей геодезии.(Межевой инженер Н. Н. Веселовский, руководитель практическими летними работами воспитанников Константиновского межевого института) М.: Русское т-во печатного и издат. дела, 1997. — 228 с.[2]
- Контроль результатов линейных измерений и оценка точности их // Известия КМИ. − 1910. — № 1. — С. 1-14.
- Точность вычисления площадей планиметром Амслера-Коради // Землемерное дело. — 1916. — № 7. — С. 23-28
- Сравнение метра, принадлежащего Константиновскому межевому институту, с международным // Памятная книжка КМИ за 1897—1898 гг. — С. 78-88.